# 悲しき口笛
「悲しき口笛」（かなしきくちぶえ）は、1949年9月10日に発売された美空ひばりのシングルである。前作『河童ブギウギ』はB面の収録だったため、本楽曲がひばりにとってA面デビュー曲となった。

## 概要

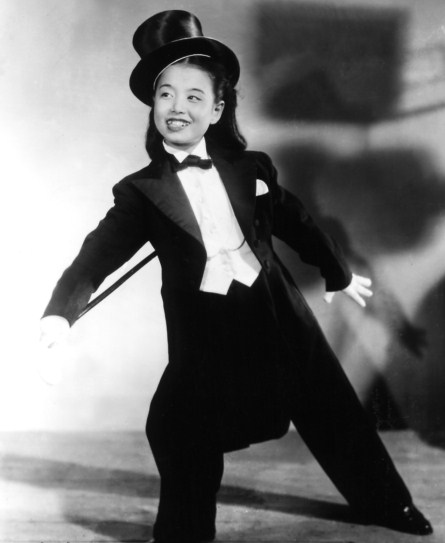
『悲しき口笛』で「シルクハットに燕尾服」姿のひばり

作詞：藤浦洸、作曲：万城目正。B面は池真理子の『ブギにうかれて』。
同年10月に公開され、当時12歳にしてひばりが自身初の主演を務めた映画『悲しき口笛』の主題歌である。
当時、45万枚程を売り上げ、ひばりにとって初めてのヒット曲となった。本楽曲はひばりにとって出世作となり、ひばりは本楽曲のヒットにより一躍有名になった。また、本楽曲の売り上げ枚数は美空ひばりの全シングル売り上げランキングの第10位となっている。1998年時点でのシングル（アナログ盤とCDの合計）売上は日本コロムビア調べで90万枚（概数）。2019年に日本コロムビアが公表した累計売上枚数は110万枚で、ひばりの楽曲の中で累計売上枚数第9位である。
映画『悲しき口笛』はひばりの故郷である横浜市が舞台になっており、主題歌の本楽曲も横浜が舞台になっている。
発売当時の映画の中で本楽曲を「シルクハットに燕尾服」で歌っている姿は「天才少女歌手」と呼ばれていた頃のひばりを代表するものとしてよくテレビ等で取り上げられている。また、2002年にはひばりが幼い頃通っていたという横浜市中区野毛にある「松葉寿し」の店先に、「悲しき口笛」のひばりをモデルにしたシルクハットに燕尾服の姿の銅像が建立された 。

## 収録曲

### オリジナル盤
1. 悲しき口笛
  - 作詞：藤浦洸、作曲：万城目正、編曲：田代与志
2. ブギにうかれて（歌：池真理子）

### 1994年盤
1. 悲しき口笛
  - 作詞：藤浦洸、作曲：万城目正、編曲：田代与志
2. 東京キッド
  - 作詞：藤浦洸、作曲：万城目正、編曲：仁木他喜雄

### 2003年盤
1. 悲しき口笛
  - 作詞：藤浦洸、作曲：万城目正、編曲：斉藤恒夫（1983年発売のアルバム『EVERGREEN HIMARI』収録のセルフカバー版）
2. ひばりの花売娘
  - 作詞：藤浦洸、作曲・編曲：上原げんと

## カバー
- 岡林信康（アルバム『レクイエム～麦畑のひばり～』に収録）
- 原由子（シングル『涙の天使に微笑みを』に収録）
- 宇崎竜童（アルバム『美空ひばりトリビュート』に収録）
- さだまさし（アルバム『情継　こころをつぐ』に収録[6]）
- 水樹奈々（ライブビデオ『NANA MIZUKI LIVE GRACE -ORCHESTRA-』に収録）

## 映画

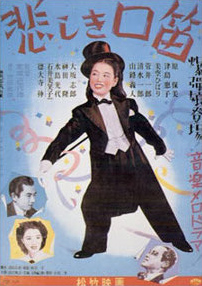
ポスター

劇場公開日 1949年10月24日。松竹製作・配給:大船 上映時間は84分。 

## あらすじ
終戦直後の港町・横浜に復員してきた健三（原保美）は、生き別れになった妹のミツコ（美空ひばり）を捜していた。戦地へ赴く前にミツコに教えた歌「悲しき口笛」だけが、焼け跡の混乱をさまよう健三のたった一つの手がかりだった。

## スタッフ
- 監督家城巳代治
- 脚色清島長利
- 原作竹田敏彦
- 製作小出孝
- 撮影西川亨
- 美術五所福之助
- 音楽田代與志
- 録音大野久男
- 照明高下逸男

## キャスト
- 菅井一郎 勝川修
- 津島恵子 勝川京子
- 美空ひばり 田中ミツコ
- 原保美 田中健三
- 徳大寺伸 吉村
- 山路義人 安田
- 神田隆 山口
- 水島光 代妻芳子
- 大坂志郎 松ちゃん
- 清水一郎 キャバレー支配人